# آتشفشان هوئی
آتشفشان هوئی (انگلیسی: Hōei eruption) فوران کوه فوجی بود که از دسامبر ۱۷۰۷ یا یازدهمین ماه از دوره هوئی آغاز شد و در روز اول ژانویه ۱۷۰۸ در دوره ادو پایان یافت.